# کلیسای جامع اولو
کلیسای جامع اولو (به فنلاندی: Oulun tuomiokirkko، سوئدی: Uleåborgs domkyrka) یک کلیسای انجیلی لوتری فنلاند و مقر اسقف اولو است که در مرکز اولو، فنلاند واقع شده‌است. این کلیسا در سال ۱۷۷۷ به عنوان ادای احترام به گوستاو سوم پادشاه سوئد و به نام همسرش، کلیسای سوفیا ماگدالنا، ساخته شد.
سازه‌های چوبی در آتش‌سوزی بزرگ اولو در سال ۱۸۲۲ سوختند. کلیسا این بار در بالای دیوارهای سنگی قدیمی با معماری کارل لودویگ انگل به عنوان طراح بازسازی شد. کار مرمت در سال ۱۸۳۲ به پایان رسید، اما برج ناقوس آن تا سال ۱۸۴۵ ساخته نشد.